# Chelonus tosensis
Chelonus tosensis är en stekelart som beskrevs av Watanabe 1937. Chelonus tosensis ingår i släktet Chelonus och familjen bracksteklar. Inga underarter finns listade i Catalogue of Life.